# Fernbus Simulator
Fernbus Simulator es un videojuego de simulación de autobuses desarrollado por la compañía alemana TML Studios y distribuida por Aerosoft, en colaboración con la empresa de autobuses interurbanos alemana Flixbus, que aportó capital y ayudó en el desarrollo y la difusión del videojuego. Fernbus Simulator salió al mercado el 25 de agosto de 2016 para Microsoft Windows. Está disponible como versión comercial o en Stream a través de descarga digital.

## Mecánica del juego

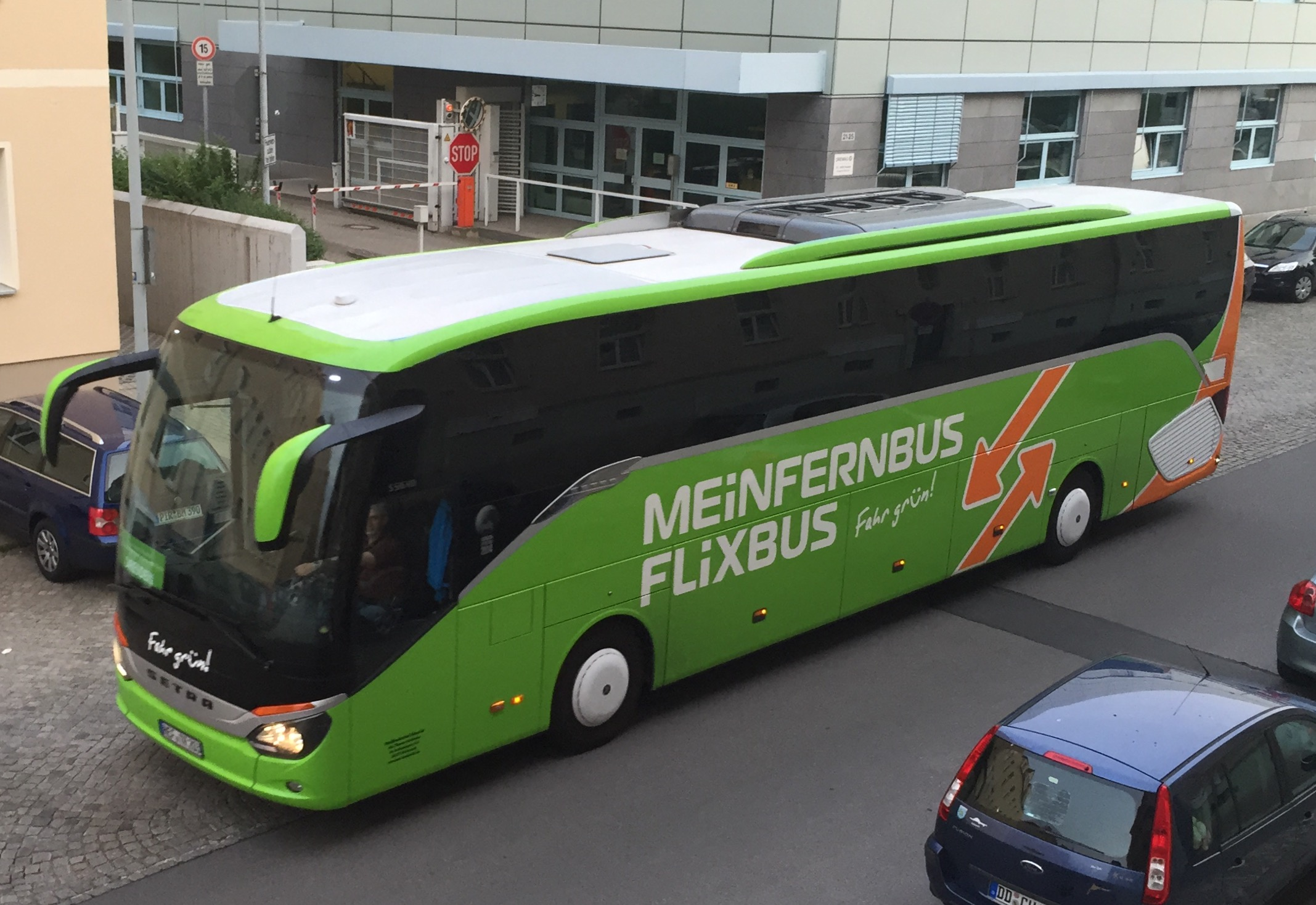
Autobús de Flixbus, compañía patrocinadora del videojuego.

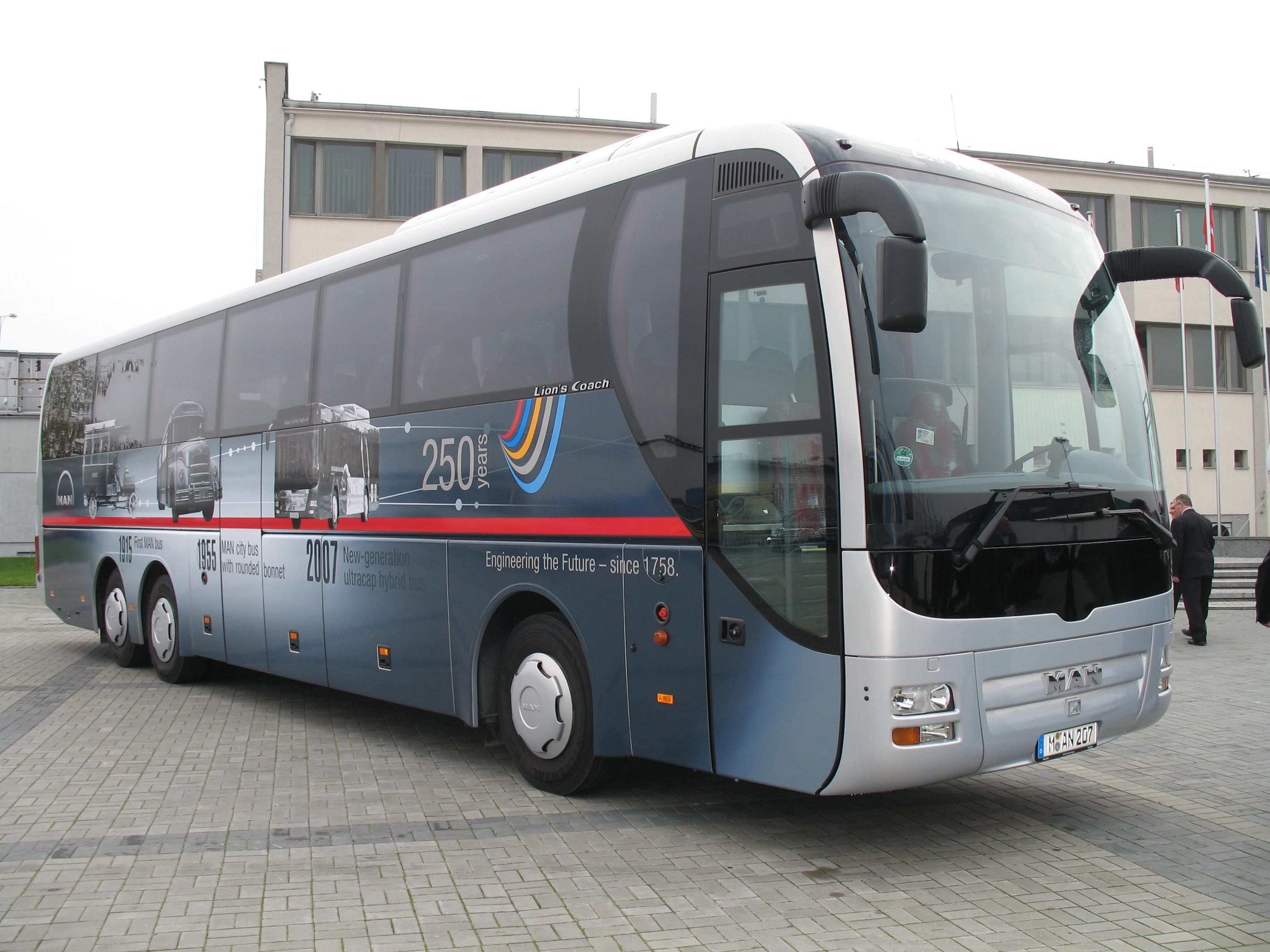
Un MAN Lion's Coach, modelo de autobús que se conduce.

Para el este simulador, en el que se recorren las carreteras de Alemania, el conjunto del país fue reconstruido a una escala 1:10, teniendo una red de carreteras de aproximadamente 20 000 kilómetros y 40 ciudades alemanas, como Berlín, Colonia, Múnich, Dresde, Hamburgo o la terminal de autobuses de Fráncfort del Meno, así como su aeropuerto.
El jugador puede hacer un recorrido creado desde cero así como rutas propias de la empresa Flixbus, en la que, por ejemplo, se puede ir desde la terminal de autobuses de Berlín hasta Múnich o desde Ratisbona a Dresde.  En el videojuego, a la hora de hacer la ruta, se puede escoger entre el modo realista y arcade o también es posible personalizarlo a su gusto. Por ejemplo, si escogemos el modo arcade, tendremos pequeñas ayudas a la hora de conducir, en cambio, en realista, será más fiel a la realidad. Una tarea del jugador, que coge el rol de conductor, es también la de permitir el acceso al autobús de los pasajeros asegurando el checking, facturando o vendiendo nuevos billetes, así como denegar el pasaje a aquellas personas que se confunden de destino o no tienen el billete en regla.El jugador tiene también otras tareas como, en rutas largas, hacer descansos y/o repostar en la gasolinera. 
Durante un viaje, el jugador puede encontrarse diversos obstáculos en la carretera, desde obras, carriles cortados, atascos, accidentes de tráfico o controles policiales; además hay un cambio de día y de noche, con ajustes acordes a los cambios de estación y a las condiciones climáticas, con lluvia y nieve que podrían añadir dificultad al trayecto.
En el videojuego tenemos varios modelos de autobuses fielmente representados como en la realidad. Cuenta con 5 marcas de autobuses, MAN SE, Setra, Neoplan, VDL, Scania, y los autobuses BB40 y MB W0906, todos personalizados con el diseño de Flixbus excepto los dos últimos. 

## Desarrollo
Fernbus Simulator fue desarrollado por la compañía TML Studios, que anteriormente participó en otros simuladores como Bus Simulator 2010, City Bus Simulator 2012, City Bus Simulator Munich o Bus & Cable-Car Simulator.
El juego fue desarrollado en un parque empresarial de Erfurt y utilizó como motor el Unreal Engine 4. Fue lanzado el 25 de agosto de 2016.

## Recepción
Los autobuses fueron probados por conductores de autobuses e instructores de manejo, quienes hablaron sobre la facilidad de uso del simulador. El juego apareció en Steam poco después de su salida al mercado, consiguiendo ampliar el número de ventas por descargas digitales de forma legal. No obstante, tuvo críticas mixtas. Los especialistas criticaron diversos caracteres, como los bugs del juego, la falta de texturas, las constantes situaciones estáticas, falta de realismo y de motivación a largo plazo. Por otro lado, se elogió el diseño de las autopistas y las áreas periféricas, la atmósfera y la cabina detallada del autobús. El simulador es usado a menudo con los juegos Euro Truck Simulator 2 y American Truck Simulator.